# Ямайка на зимних Олимпийских играх 2014
Ямайка приняла участие в зимних Олимпийских играх 2014 года, которые проходили в Сочи с 7 по 23 февраля. После двенадцатилетнего перерыва на белые Игры смогла квалифицироваться ямайская бобслейная сборная. Пилотом стал 47-летний Уинстон Уотт, который выступал на играх 1994, 1998 и 2002 годов.

## Состав и результаты

### Бобслей
Спортсменов — 2
В январе 2014 года сборная Ямайки по бобслею, которая не выступает на Кубке мира, смогла квалифицироваться на Олимпиаду в Сочи. Сразу после этого ямайцы с помощью краудфандинга начали собирать денежные средства, необходимые для поездки в Россию. Требуемая сумма, в которую входили расходы на экипировку, а также на оплату сбора в США, составляла 80 тысяч американских долларов, однако всего за два дня спортсменам удалось собрать 120 тысяч долларов. Часть средств была собрана в виде пожертвований криптовалютой Dogecoin.
Мужчины
| Соревнование | Спортсмены                 | 1 заезд   | 1 заезд | 2 заезд   | 2 заезд | 3 заезд   | 3 заезд | 4 заезд   | 4 заезд   | Итоговый результат | Итоговое место |
| Соревнование | Спортсмены                 | Результат | Место   | Результат | Место   | Результат | Место   | Результат | Место     | Итоговый результат | Итоговое место |
| ------------ | -------------------------- | --------- | ------- | --------- | ------- | --------- | ------- | --------- | --------- | ------------------ | -------------- |
| Двойки       | Уинстон Уотт Марвин Диксон | 58.42     | 30      | 58.81     | 30      | 58.17     | 29      | Не прошли | Не прошли | 2:55.40            | 29             |

## Происшествия
По прибытии в Сочи у сборной по бобслею пропал багаж. Позднее пропавшие части к бобу и другая экипировка были найдены и возвращены, однако ямайские бобслеисты были вынуждены пропустить первую тренировку.